# Cattedrale di San Giuseppe (Rarotonga)
La cattedrale di San Giuseppe è la chiesa cattedrale della diocesi di Rarotonga, si trova nella città di Avarua, nelle Isole Cook.
La cattedrale è stata fatta costruire dal vescovo Robin Leamy nel 1994 ed è stata dedicata dal cardinale Thomas Stafford Williams il 16 dicembre dello stesso anno. Gli interni sono abbelliti da pitture dell'artista locale Jillian Sobieska e vetrate rappresentative della storia della Chiesa cattolica nelle Isole Cook, come la fondazione della prima missione locale da parte di Bernardin Castanié o Anne-Marie Javouhey, fondatrice delle suore di San Giuseppe di Cluny, presenti e attive nelle Isole Cook fin dal 1895.